# Framework de modelado Eclipse
Eclipse Modeling Framework (Framework de modelado Eclipse, EMF) es un framework de modelado y facilidad de generación de código para construir herramientas y otras aplicaciones basadas en un modelo de datos estructurado. Desde una especificación del modelo descrita en XMI, EMF suministra herramientas y soporte runtime para producir un conjunto de clases Java para el modelo, un conjunto de clases Adapter que permiten visualización y edición basándose en comandos del modelo, y un editor básico. Los Modelos pueden ser especificados usando Anotación Java, documentos XML, o herramientas de modelado como Rational Rose, y después ser importados a EMF. Lo más importante de todo, EMF suministra las bases para la interoperabilidad con otras herramientas y aplicaciones basadas en EMF.